# Dobronice u Chýnova (železniční zastávka)
Dobronice u Chýnova jsou železniční zastávka ve městě Chýnov v okrese Tábor ležící v km 60,903 železniční trati Tábor – Horní Cerekev. Zastávka byla otevřena v roce 1888.

## Provozní informace
Zastávka má jedno panelové nástupiště o délce 87 metrů s nástupní hranou ve výšce 300 mm nad temenem kolejnice. Zastávku osvětlují svítidla ovládaná fotobuňkou. V zastávce není možnost zakoupení si jízdenky a trať procházející zastávkou není elektrizovaná. Provozuje ji Správa železnic.

## Doprava
Zastavují zde pouze osobní vlaky, které jezdí trasu Tábor – Horní Cerekev – Jihlava (– Dobronín).

## Tratě
Stanicí prochází tato trať:
- Tábor – Horní Cerekev